# Maximilian Leopold Moltke
Maximilian Leopold Moltke magyaros névalakban Moltke Lipót Miksa (Küstrin, 1819. szeptember 18. – Gohlis [ma Lipcse része], 1894. január 19.) újságíró, honvéd, az erdélyi szász himnusz szövegének írója.

## Élete
Még gyermekkorában elvesztette apját, így neveltetéséről anyja gondoskodott. Kitűnő tanuló volt, de elszegényedett családjára nem számíthatott. A középiskola után a berlini egyetemen folytatta tanulmányait és hogy magát eltarthassa, egy ottani terménykereskedésbe állt be, mint inas. Az erős munka azonban a gyenge testalkatú fiúnak elviselhetetlen volt, ezért könyvkereskedő-segéd lett. 1840-ben az Odera-menti Frankfurtba ment, szintén könyvárusi segédnek. Miután tudomást szerzett az erdélyi szászokról, úgy döntött közelebbről is megismeri ezt a népet. Előbb Nagyszombatban, majd Pesten keresett könyvárusi munkát, végül Brassóban helyezkedett el. Brassói tartózkodása alatt (1841–1849) írta a szász népet dicsőítő költeményeit. Itt alapított meg egy férfidalegyesületet, 1849-ben pedig a Kronstädter Wochenblatt szerkesztője lett.
A magyar szabadságharc hírére 1849 májusában a honvédek közé lépett. Bem kinevezte hadnagynak és augusztus 13-án előbb az oroszok, majd az osztrákok foglya lett. Görzön, Laibachon és Pólán keresztül Triesztbe vitték, ahol mint írástudót a zászlóalj irodájában alkalmazták. Több, mint két évig volt fogságban. Ausztriából száműzték, nejével együtt Küstrinbe utazott, 1852-ben pedig Berlinbe, ahol 1864-ig élt.
A német nyelv kutatását tűzte ki élete céljául és ezen törekvésében a Grimm fivérek is buzdították, megélhetését azonban a könyvgyártás biztosította. 1864-ben Lipcsébe költözött, ekkor Shakespeare tanulmányozásába fogott. Több eredeti kiadása és mások munkáinak átdolgozása révén jeles Shakespeare-kutató hírnevet szerzett. 1884-ben a lipcsei iparkamara könyvtárnoki hivatalát nyerte el.

## Művei
- Siebenburgenlied, a szász himnusz (videó)
- Heideblümchen, gepflückt am Eingange des Dichterhaines. Leipzig, 1840 (költemény)
- Festgesang zur feierlichen Einweihung der von Heinrich Maywald in der ev. Pfarrkirche zu Neustadt neuerbauten Orgel… in Musik gesetzt von Johann Hedvig. Kronstadt, 184?
- Bühnen-Kaleidoskop für Kronstadts Theaterfreunde und Theaterliebhaber überhaupt. Herausgegeben von -tk-. Kronstadt, 1841 (a brassói szinházban 1841. október 23-ától dec. 3-áig előadott drámai színművek kritikája)
- Ufermuscheln. Neue dichterische Versuche. Kronstadt, (Leipzig), 1842
- Monumente für Momente, Poetisches Tagebuch. I. Bd. 1. Heft. Leipzig, 1843
- Wir sind ein Volk aus deutschem Blut. Lied im Geiste der Siebenbürger Sachsen gedichtet und ihrer edlen Nation gewidmet. In Musik gesetzt und für vierstimmigen Männerchor eingerichtet von Joh. Hedwig, Kronstadt, 1843
- Neuere Gedichte. Leipzig, 1843. Két rész. (I. Ufermuscheln. Neuere dichterische Versuche. II. Tag- und Nachtfalter)
- Zwei Lieder für die Siebenbürger Sachsen. Ihrer edlen Nation gewidmet. Kronstadt, 1844
- Sporn- und Stachellieder für das deutsche Volk. Den Manen Robert Blum's und ihrem Rächer Joseph Bem gewidmet. Kronstadt, 1849
- Deutsche Lieblingslieder. Gesammelt und herausgegeben von… Kronstadt, 1850
- Kéziratban: Michael Weisz. Ein Trauerspiel